# 30042 Schmude
30042 Schmude è un asteroide della fascia principale. Scoperto nel 2000, presenta un'orbita caratterizzata da un semiasse maggiore pari a 2,3230911 UA e da un'eccentricità di 0,0955330, inclinata di 5,75039° rispetto all'eclittica.